# Sint-Maria-Lierde
Sint-Maria-Lierde är en ort i Belgien.   Den ligger i provinsen Östflandern och regionen Flandern, i den centrala delen av landet, 40 km väster om huvudstaden Bryssel. Sint-Maria-Lierde ligger 50 meter över havet och antalet invånare är 6 449.
Terrängen runt Sint-Maria-Lierde är platt. Runt Sint-Maria-Lierde är det ganska tätbefolkat, med 248 invånare per kvadratkilometer.. Närmaste större samhälle är Geraardsbergen, 5,9 km söder om Sint-Maria-Lierde. 
Omgivningarna runt Sint-Maria-Lierde är en mosaik av jordbruksmark och naturlig växtlighet.